# مگس‌گیر بی‌قرار
مگس‌گیر بی‌قرار (نام علمی: Myiagra inquieta) نام یک گونه از سرده مگس‌گیرهای نوک‌پهن است.